# Werkverzeichnis Richard Gerstl
Das Werkverzeichnis Richard Gerstl enthält das bekannte Gesamtwerk des österreichischen Malers Richard Gerstl. Hierzu gehören Arbeiten auf Leinwand und auf Papier, die in einer gemeinsamen Liste aufgeführt sind. Die Liste orientiert sich hierbei am Werkverzeichnis des Autors Raymond Coffer von 2017.

## Werkliste
Die Angaben in der Liste einschließlich Werkverzeichnisnummer (WV-Nr.), Bildtitel, Datierung, Technik, Format und Besitzer stammen aus dem Werkverzeichnis von Raymond Coffer aus dem Jahr 2017. In der Gerstl-Literatur und bei den besitzenden Sammlungen kann es teils abweichende Angaben geben. In der Liste wird beim Format die Höhe vor der Breite genannt und beide Angaben sind in Zentimetern angegeben. Namentliche Angaben zu Privatsammlungen entfallen, da diese nicht aktuell überprüfbar sind.
| WV-Nr. | Bild                    | Bildtitel                                                                                           | Datierung                 | Technik                                       | Format           | Besitzer                                                                   | Anmerkung |
| ------ | ----------------------- | --------------------------------------------------------------------------------------------------- | ------------------------- | --------------------------------------------- | ---------------- | -------------------------------------------------------------------------- | --- |
| Nr. 1  |                         | Bildnis Carl Zentzytzki                                                                             | um 1902                   | Öl auf Leinwand                               | 53 × 42 cm       | Privatsammlung                                                             | |
| Nr. 2  |                         | Bildnis der Cousine Richard Gerstls (Anna Bäumer)                                                   | um 1902                   | Öl auf Leinwand                               | 47 × 38 cm       | Privatsammlung                                                             | |
| Nr. 3  |                         | Frauenkopf                                                                                          | um 1902                   | Öl auf Leinwand                               | 47 × 37 cm       | Kunsthaus Zug, Stiftung Sammlung Kamm                                      | Rückseite des Gemäldes Kleines Selbstbildnis (WV-Nr. 31)                                                       |
| Nr. 4  |                         | Bildnis Waldemar Unger I                                                                            | 1902/1903                 | Öl auf Leinwand                               | 42 × 34 cm       | Oberösterreichisches Landesmuseum im Linzer Schloss, Kunstsammlung Kastner | |
| Nr. 5  |                         | Bildnis Waldemar Unger II                                                                           | 1902/1903                 | Öl auf Leinwand                               | 44 × 35 cm       | Privatsammlung                                                             | |
| Nr. 6  |                         | Selbstbildnis als Halbakt                                                                           | 1902/1904                 | Öl auf Leinwand                               | 159 × 109 cm     | Leopold Museum                                                             | |
| Nr. 7  | keine Abbildung bekannt | Bildnis Herr Wantschura                                                                             | um 1904/1905              | vermutlich Öl auf Leinwand                    | unbekannt        | verschollen                                                                | |
| Nr. 8  | keine Abbildung bekannt | Bildnis Dr. Breitenfeld                                                                             | um 1904/1905              | vermutlich Öl auf Leinwand                    | unbekannt        | verschollen                                                                | |
| Nr. 9  | keine Abbildung bekannt | Bildnis Benedict Kosian                                                                             | 1904/1905                 | vermutlich Öl auf Leinwand                    | unbekannt        | verschollen                                                                | |
| Nr. 10 |                         | Bildnis eines Kindes                                                                                | um 1904                   | Öl auf Leinwand                               | 70,5 × 50,5 cm   | verschollen                                                                | |
| Nr. 11 |                         | Fragment eines lachenden Selbstbildnisses in ganzer Figur                                           | um 1904                   | Öl auf Leinwand                               | 170,5 × 74,3 cm  | Kunsthaus Zug, Stiftung Sammlung Kamm                                      | Rückseite der Gemälde Bildnis Alexander von Zemlinsky (WV-Nr. 77) und Mathilde Schönberg im Garten (WV-Nr. 78) |
| Nr. 12 |                         | Die Schwestern Karoline und Pauline Fey                                                             | März/April 1905           | Öl auf Leinwand                               | 175 × 150 cm     | Österreichische Galerie Belvedere                                          | |
| Nr. 13 |                         | Idealbildnis der Trude Geiringer                                                                    | 10. Februar 1906          | Bleistift, Tinte und Aquarell auf Papier      | 19,5 × 12,4 cm   | Privatsammlung                                                             | |
| Nr. 14 |                         | Grinzing                                                                                            | Frühling 1906             | Öl auf Leinwand                               | 29,7 × 40,2 cm   | Privatsammlung                                                             | |
| Nr. 15 |                         | Bildnis Arnold Schönberg                                                                            | Frühling/Sommer 1908      | Öl auf Leinwand                               | 182 × 130 cm     | Wien Museum                                                                | |
| Nr. 16 |                         | Frau mit Kind (Mathilde Schönberg mit Tochter Gertrud) Doppelbildnis Mathilde und Gertrud Schönberg | Juni 1906                 | Öl auf Leinwand                               | 160,5 × 108 cm   | Österreichische Galerie Belvedere                                          | |
| Nr. 17 |                         | Bildnis einer jungen Frau im lichtblauen Kleid mit Federhut                                         | Frühling/Sommer 1906      | Öl auf Leinwand                               | 166 × 116 cm     | Leopold Museum                                                             | Rückseite des Gemäldes Sitzender weiblicher Akt (WV-Nr. 87)                                                    |
| Nr. 18 |                         | Bildnis des Vaters Emil Gerstl                                                                      | Sommer 1906               | Öl auf Leinwand                               | 211,1 × 150,3 cm | Leopold Museum                                                             | |
| Nr. 19 |                         | Bildnis des Reserveleutnants Alois Gerstl                                                           | Herbst 1906               | Öl auf Leinwand                               | 153 × 130,2 cm   | Leopold Museum                                                             | |
| Nr. 20 | keine Abbildung bekannt | Ernst Diez II                                                                                       | 1900                      | unbekannt                                     | unbekannt        | verschollen                                                                | |
| Nr. 21 |                         | Prof. Ernst Diez                                                                                    | Herbst 1906               | Mischtechnik auf Leinwand                     | 184 × 74 cm      | Österreichische Galerie Belvedere                                          | |
| Nr. 22 |                         | Smaragda Berg                                                                                       | Ende 1906                 | Öl auf Leinwand                               | 195 × 137 cm     | Privatsammlung                                                             | |
| Nr. 23 |                         | Mutter und Tochter                                                                                  | Ende 1906                 | Öl auf Leinwand                               | 145,7 × 120,5 cm | Wien Museum                                                                | |
| Nr. 24 |                         | Dame mit Federhut                                                                                   | Anfang 1907               | Öl auf Leinwand                               | 98,7 × 79,1 cm   | Privatsammlung                                                             | |
| Nr. 25 | keine Abbildung bekannt | Die Sängerin Helene Oberländer                                                                      | Frühling 1907             | Öl auf Leinwand                               | 184,5 × 90,5 cm  | im Zweiten Weltkrieg zerstört                                              | |
| Nr. 26 |                         | Selbstbildnis                                                                                       | Winter 1906/1907          | Pinsel in Schwarz auf Papier                  | 44,9 × 31,4 cm   | Albertina (Wien)                                                           | |
| Nr. 27 |                         | Selbstbildnis                                                                                       | Winter 1906/1907          | Feder und Tusche auf Papier                   | 34,6 × 26 cm     | Privatsammlung                                                             | |
| Nr. 28 |                         | Selbstbildnis                                                                                       | Winter 1906/1907          | Feder und Tusche auf Papier                   | 34,5 × 26 cm     | Privatsammlung                                                             | |
| Nr. 29 |                         | Selbstbildnis                                                                                       | Winter 1906/1907          | Feder und Tusche auf Papier                   | 45 × 31,5 cm     | Privatsammlung                                                             | |
| Nr. 30 |                         | Selbstbildnis (Studie)                                                                              | Winter 1906/1907          | Öl auf Leinwand                               | 69 × 55 cm       | Neue Galerie New York                                                      | Rückseite des Gemäldes Selbstbildnis vor einem Ofen (WV-Nr. 33)                                                |
| Nr. 31 |                         | Kleines Selbstbildnis                                                                               | Winter 1906/1907          | Öl auf Leinwand                               | 47 × 37 cm       | Kunsthaus Zug, Stiftung Sammlung Kamm                                      | Auf der Rückseite Frauenkopf (WV-Nr. 3)                                                                        |
| Nr. 32 |                         | Selbstbildnis mit Palette                                                                           | Winter 1906/1907          | Öl auf Leinwand                               | 186,5 × 58,5 cm  | Wien Museum                                                                | |
| Nr. 33 |                         | Selbstbildnis vor einem Ofen                                                                        | Winter 1906/1907          | Öl auf Leinwand auf Karton                    | 69 × 55 cm       | Neue Galerie New York                                                      | Auf der Rückseite Selbstbildnis (Studie) (WV-Nr. 30)                                                           |
| Nr. 34 |                         | Trasse der Zahnradbahn auf den Kahlenberg                                                           | Frühling 1907             | Öl auf Leinwand                               | 56 × 69,5 cm     | Österreichische Galerie Belvedere                                          | |
| Nr. 35 |                         | Selbstbildnis vor blaugrünem Hintergrund                                                            | Frühling/Sommer 1907      | Öl auf Karton                                 | 100 × 72 cm      | Tiroler Landesmuseum                                                       | |
| Nr. 36 |                         | Obstbaum mit Holzstützen                                                                            | Sommer 1907               | Öl auf Leinwand auf Karton                    | 35,5 × 20,5 cm   | Kunsthaus Zug, Stiftung Sammlung Kamm                                      | |
| Nr. 37 |                         | Blumenwiese mit Bäumen                                                                              | Sommer 1907               | Öl auf Leinwand auf Karton                    | 36 × 38 cm       | Kunsthaus Zug, Stiftung Sammlung Kamm                                      | |
| Nr. 38 |                         | Obstgarten (Kleines Gartenbild)                                                                     | Sommer 1907               | Öl auf Leinwand auf Karton                    | 35 × 34 cm       | Privatsammlung                                                             | |
| Nr. 39 |                         | Wiese mit Bäumen                                                                                    | Sommer 1907               | Öl auf Leinwand                               | 44 × 34,7 cm     | Leopold Museum                                                             | |
| Nr. 40 |                         | Uferstraße bei Gmunden                                                                              | Sommer 1907               | Öl auf Leinwand                               | 32,3 × 33,2 cm   | Leopold Museum                                                             | |
| Nr. 41 |                         | Obstbaum                                                                                            | Sommer 1907               | Öl auf Leinwand auf Karton                    | 51,5 × 22,5 cm   | Privatsammlung                                                             | |
| Nr. 42 |                         | Bauerngarten mit Zaun                                                                               | Sommer 1907               | Öl auf Leinwand                               | 36,7 × 51,2 cm   | Leopold Museum                                                             | |
| Nr. 43 |                         | Baum mit Häusern im Hintergrund                                                                     | Sommer 1907               | Öl auf Leinwand                               | 35 × 19,4 cm     | Leopold Museum                                                             | |
| Nr. 44 | keine Abbildung bekannt | Garten                                                                                              | Sommer 1907               | Öl auf Karton                                 | 33,9 × 35 cm     | verschollen                                                                | |
| Nr. 45 | keine Abbildung bekannt | Seepartie mit Traunstein                                                                            | Sommer 1907               | Öl auf Karton                                 | 36 × 50 cm       | verschollen                                                                | |
| Nr. 46 | keine Abbildung bekannt | Wienerwaldstudie                                                                                    | Sommer 1907               | Öl auf Karton                                 | 35 × 49 cm       | verschollen                                                                | |
| Nr. 47 | keine Abbildung bekannt | Wiese mit Obstbäume                                                                                 | Sommer 1907               | Öl auf Karton                                 | 36,4 × 49,7 cm   | verschollen                                                                | |
| Nr. 48 |                         | Kleine Traunseelandschaft                                                                           | August 1907               | Öl auf Leinwand                               | 40,3 × 36,1 cm   | Privatsammlung                                                             | |
| Nr. 49 |                         | Baum am Traunsee                                                                                    | September 1907            | Öl auf Leinwand auf Karton                    | 38 × 51 cm       | Kunsthaus Zug, Stiftung Sammlung Kamm                                      | |
| Nr. 50 |                         | Traunsee mit »Schlafender Griechin«                                                                 | September 1907            | Öl auf Leinwand                               | 37,7 × 39,3 cm   | Leopold Museum                                                             | |
| Nr. 51 |                         | Landschaftsstudie                                                                                   | September 1907            | Öl auf Leinwand                               | 37 × 51 cm       | Privatsammlung                                                             | |
| Nr. 52 |                         | Bildnis Johann Georg Prillinger                                                                     | Sommer 1907               | Öl auf Karton                                 | 50 × 36 cm       | Privatsammlung                                                             | |
| Nr. 53 |                         | Mathilde Schönberg                                                                                  | Sommer 1907               | Tempera auf Leinwand                          | 95 × 75 cm       | Österreichische Galerie Belvedere                                          | |
| Nr. 54 |                         | Selbstbildnis, lachend                                                                              | Sommer/Herbst 1907        | Öl auf Leinwand                               | 40 × 30,5 cm     | Österreichische Galerie Belvedere                                          | |
| Nr. 55 | keine Abbildung bekannt | Dorfkirche                                                                                          | Herbst 1907               | Öl auf Leinwand                               | 42,2 × 53 cm     | verschollen                                                                | |
| Nr. 56 |                         | Straßenbiegung (Motiv aus Nußdorf mit dem Blick zum Kahlenberg)                                     | Herbst 1907               | Öl auf Leinwand                               | 50,5 × 63 cm     | Museum der Moderne Salzburg                                                | |
| Nr. 57 |                         | Vorhof des Palais Liechtenstein in Wien                                                             | Herbst 1907               | Öl auf Leinwand                               | 55,5 × 68,8 cm   | Wien Museum                                                                | |
| Nr. 58 |                         | Am Donaukanal                                                                                       | Herbst 1907               | Öl auf Leinwand                               | 63,5 × 47,5 cm   | Leopold Museum                                                             | |
| Nr. 59 |                         | Selbstbildnis                                                                                       | vermutlich Sommer 1907    | Sepia auf Papier                              | 40,2 × 30 cm     | Wien Museum                                                                | Rückseite des Selbstbildnis vom 15. September 1907 (WV-Nr. 60)                                                 |
| Nr. 60 |                         | Selbstbildnis vom 15. September 1907                                                                | 15. September 1907        | Bleistift, Kohle, Tusche und Feder auf Papier | 40,2 × 30 cm     | Wien Museum                                                                | Auf der Rückseite Selbstbildnis (WV-Nr. 59)                                                                    |
| Nr. 61 |                         | Selbstbildnis vom 29. September 1907                                                                | 29. September 1907        | Pinsel in schwarz auf Papier                  | 40 × 29,7 cm     | Albertina (Wien)                                                           | |
| Nr. 62 |                         | Selbstbildnis vom 29. September 1907                                                                | 29. September 1907        | Kohle, Feder und Tusche laviert auf Papier    | 40 × 29,5 cm     | Privatsammlung                                                             | |
| Nr. 63 |                         | Selbstbildnis                                                                                       | Winter 1907/Frühling 1908 | Öl auf Leinwand                               | 41,7 × 39,2 cm   | Privatsammlung                                                             | |
| Nr. 64 | keine Abbildung bekannt | Sitzende Frau mit grünem Kleid II                                                                   | nach Februar 1908         | Öl auf Leinwand                               | unbekannt        | verschollen                                                                | |
| Nr. 65 |                         | Sitzende Frau mit grüner Bluse                                                                      | Frühling 1908             | Öl auf Leinwand                               | 180,5 × 85,5 cm  | Leopold Museum                                                             | |
| Nr. 66 |                         | Bildnis eines sitzenden Mannes                                                                      | Frühling 1908             | Öl auf Leinwand                               | 130 × 100 cm     | Privatsammlung                                                             | |
| Nr. 67 |                         | Bildnis der Mathilde Schönberg im Atelier                                                           | Frühling 1908             | Öl und Mischtechnik auf Leinwand              | 171 × 60 cm      | Kunsthaus Zug, Stiftung Sammlung Kamm                                      | |
| Nr. 68 | keine Abbildung bekannt | Tänzerin in einem roten Kleid vor einem gelben Vorhang                                              | Frühling/Sommer 1908      | Öl auf Leinwand                               | 67,8 × 54,6 cm   | verschollen                                                                | |
| Nr. 69 | keine Abbildung bekannt | Selbstbildnis (Studie)                                                                              | Frühling/Sommer 1908      | Öl auf Leinwand                               | 33,9 × 35 cm     | verschollen                                                                | |
| Nr. 70 | keine Abbildung bekannt | Selbstbildnis                                                                                       | unbekannt                 | Aquarell auf Papier                           | 40 × 30 cm       | verschollen                                                                | |
| Nr. 71 |                         | Bildnis Mathilde Schönberg als Halbfigur                                                            | Frühling/Sommer 1908      | Öl auf Leinwand                               | 68 × 100 cm      | Privatsammlung                                                             | |
| Nr. 72 | keine Abbildung bekannt | Bildnis Henryka Cohn II                                                                             | Sommer 1908               | Öl auf Leinwand                               | unbekannt        | verschollen                                                                | |
| Nr. 73 |                         | Bildnis Henryka Cohn                                                                                | Juni 1908                 | Öl auf Leinwand                               | 147,9 × 111,9 cm | Leopold Museum                                                             | |
| Nr. 74 |                         | Herrenbildnis (grüner Hintergrund) Bildnis eines Mannes in der Wiese                                | Sommer 1908               | Öl auf Leinwand                               | 109,5 × 90,2 cm  | Privatsammlung                                                             | |
| Nr. 75 | keine Abbildung bekannt | Traunseelandschaft                                                                                  | Juli 1908                 | Öl auf Leinwand                               | etwa 100 × 50 cm | verschollen                                                                | |
| Nr. 76 |                         | Paar im Grünen                                                                                      | Juli 1908                 | Öl auf Leinwand                               | 111,2 × 90,7 cm  | Leopold Museum                                                             | |
| Nr. 77 |                         | Bildnis Alexander von Zemlinsky                                                                     | Juli 1908                 | Öl auf Leinwand                               | 170,5 × 74,3 cm  | Kunsthaus Zug, Stiftung Sammlung Kamm                                      | Auf der Rückseite Fragment eines lachenden Selbstbildnisses in ganzer Figur (WV-Nr. 11)                        |
| Nr. 78 |                         | Mathilde Schönberg im Garten                                                                        | Juli 1908                 | Öl auf Leinwand                               | 171 × 61 cm      | Leopold Museum                                                             | |
| Nr. 79 |                         | Die Familie Schönberg                                                                               | Ende Juli 1908            | Öl auf Leinwand                               | 88,8 × 109,7 cm  | Museum Moderner Kunst Stiftung Ludwig Wien                                 | |
| Nr. 80 |                         | Gruppenbildnis mit Schönberg                                                                        | Ende Juli 1908            | Öl auf Leinwand                               | 169 × 110 cm     | Kunsthaus Zug, Stiftung Sammlung Kamm                                      | |
| Nr. 81 |                         | Akt im Garten                                                                                       | Juli 1908                 | Öl auf Leinwand                               | 121,1 × 99 cm    | Privatsammlung                                                             | |
| Nr. 82 |                         | Blick in eine Straße (Kleines Straßenschild)                                                        | Anfang September 1908     | Öl auf Karton                                 | 35,3 × 29 cm     | Privatsammlung                                                             | |
| Nr. 83 |                         | Interieur mit Thonetstuhl (Zimmer)                                                                  | Herbst 1908               | Öl auf Karton                                 | 49,8 × 35 cm     | Privatsammlung                                                             | |
| Nr. 84 |                         | Bildnis der Mutter Marie Gerstl                                                                     | vermutlich Herbst 1908    | Öl auf Karton                                 | 49 × 35 cm       | Kunsthaus Zug, Stiftung Sammlung Kamm                                      | |
| Nr. 85 |                         | Fragment eines Selbstaktes                                                                          | September 1908            | Öl auf Leinwand                               | unbekannt        | verschollen                                                                | |
| Nr. 86 |                         | Selbstbildnis als Akt                                                                               | 12. September 1908        | Öl auf Leinwand                               | 139,9 × 100 cm   | Leopold Museum                                                             | |
| Nr. 87 |                         | Sitzender weiblicher Akt                                                                            | Herbst 1908               | Tempera auf Leinwand                          | 166 × 116 cm     | Leopold Museum                                                             | Auf der Rückseite Bildnis einer jungen Frau im lichtblauen Kleid mit Federhut (WV-Nr. 17)                      |